# Rilès
Rilès Kacimi (* 4. ledna 1996), známější jen jako Rilés, je francouzsko-alžírský rapper, skladatel, textař a hudební producent z Rouenu ve Francii. Ačkoli je Francouz/Alžířan, jeho písně jsou psané a zpívané v angličtině. K tomu se rozhodl na samém začátku své hudební kariéry. Jeho rodiče totiž nechtěli, aby se ubírala tímto směrem, a zpívat v angličtině spíše než francouzštině nebo arabštině je pro něj způsob, jak se vyjádřit v jazyce, kterému jeho rodiče nerozumí. Píseň "Brothers" je jednou z jeho nejpopulárnějších, po ní následují písně "Thank God", "Pesetas", "Should I" či píseň "I Do It".

## Život
Hudební kariéře se začal naplno věnovat až poté, co dosáhl bakalářského titulu. Vystudoval anglickou literaturu na univerzitě v Rouenu (Université de Rouen-Normandie), potom začal studovat hudbu. Když si našetřil dostatek peněz, dokázal si ve své ložnici postavit domácí studio a začal samostatně skládat hudbu a psát texty. Rilès je také velice talentovaný v umění. Uměleckými díly jsou jak jeho písně, tak malby. Obrazy také prodává, aby získal peníze navíc pro svou hudební kariéru.
Rilès začal kariéru psaním textů, produkcí a inženýrskými pracemi. Zvládl dělat vlastní písně kompletně, jak nahrávání písní, tak i režírování a editační zpracování hudebních videoklipů. To se odráží v jeho písňových textech, kde odkazuje na nahrávání a produkci své hudby nezávisle na jakékoli nahrávací společnosti.

## Kariéra
V roce 2014 vydal první album s názvem Vanity Plus Mind, poté vydal také celou řadu singlů jako "Brothers", který se stal základem a jedním z jeho největších hitů roku 2016. Po jeden celý rok (od září 2016 do září 2017) začal vydávat písně každý týden, vždy v neděli jedna píseň (neděle=Sunday), aby sestavil jeho druhé "album" (jedná se spíše o sbírku písní než o album) nazvané "RILÈSUNDAYZ", které se skládá z 52 písní. To zahrnuje písně jako "I Do It", "Should I", "Pasetas" a "Thank God", jedny z jeho nejpopulárnějších písní.
Ve Francii v roce 2017 uspořádal koncertní turné, "The Jungle Tour", během kterého hrál například dvakrát v Bataclanu v Paříži nebo v Zenithu v Rouenu, při tomto turné zahrál také ve Velké Británii, Belgii, Švýcarsku, Maroku, Alžírsku a Tunisku.
V roce 2018 zorganizoval tour "Summer Fest", kde vystupoval na letních festivalech.
V roce 2019 uspořádal turné s názvem "Tiger Tour", kde kromě Evropy navštíví také Severní Ameriku.
30.8.2019 vydal nové album s názvem Welcome to the jungle.